# Aux deux colombes (pièce de théâtre)
Pour l’article homonyme, voir Aux deux colombes.
Aux deux colombes est une pièce de théâtre de Sacha Guitry, une comédie en trois actes créée au Théâtre des Variétés en 1948.

## Théâtre des Variétés,1948
- Sacha Guitry : Maître Jean-Pierre Walter
- Suzanne Dantès : Marie-Thérèse, sa femme actuelle
- Marguerite Pierry : Marie-Jeanne, sa première femme, sœur de Marie-Thérèse
- Pauline Carton : Angèle, sa bonne
- Robert Seller : Charles, son valet
- Lana Marconi : la grande-duchesse Christine

## Pépinière Théâtre,2007
- Mise en scène : Jean-Laurent Cochet
- Jean-Laurent Cochet : Jean-Pierre
- Catherine Griffoni : Christine
- Anne-Marie Mailfer : Angèle
- Paule Noëlle : Marie-Thérèse
- Virginie Pradal : Christine

Depuis le 22 août 2007, prolongé jusqu'à début mars 2008, ensuite tournée en France, en Suisse, Belgique, Luxembourg.
Reprise de la pièce à la Pépinière Théâtre à partir du 19 mai 2009 pour 60 représentations.

## Au cinéma
- Aux deux colombes